# Sorra

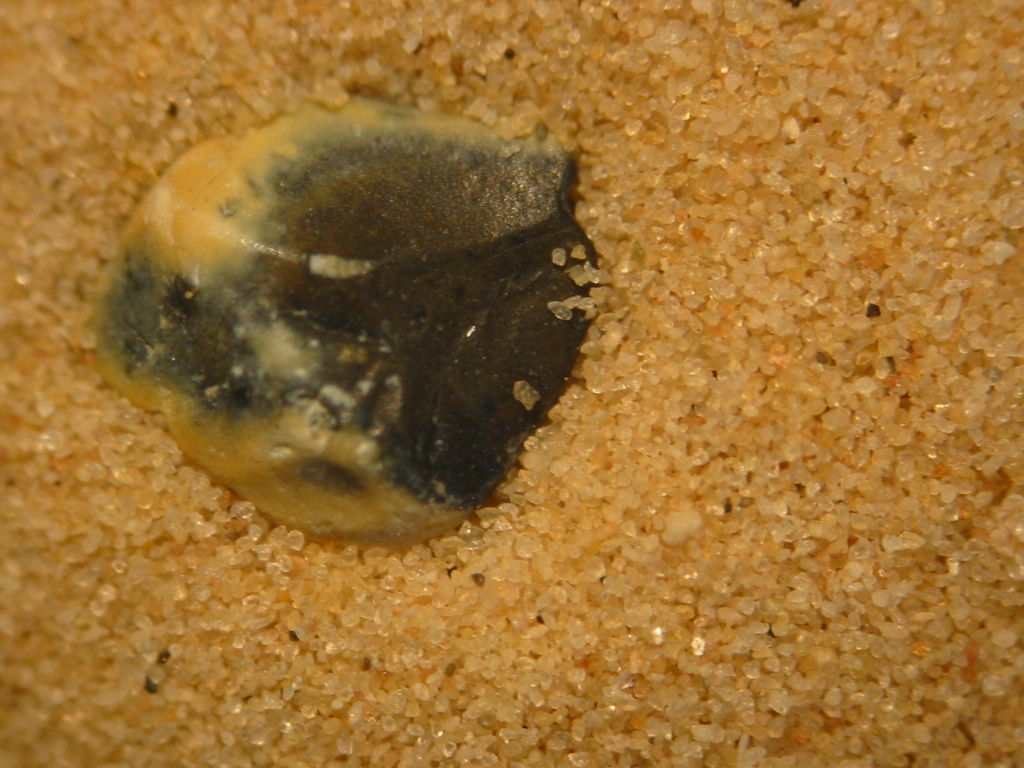
Sorra

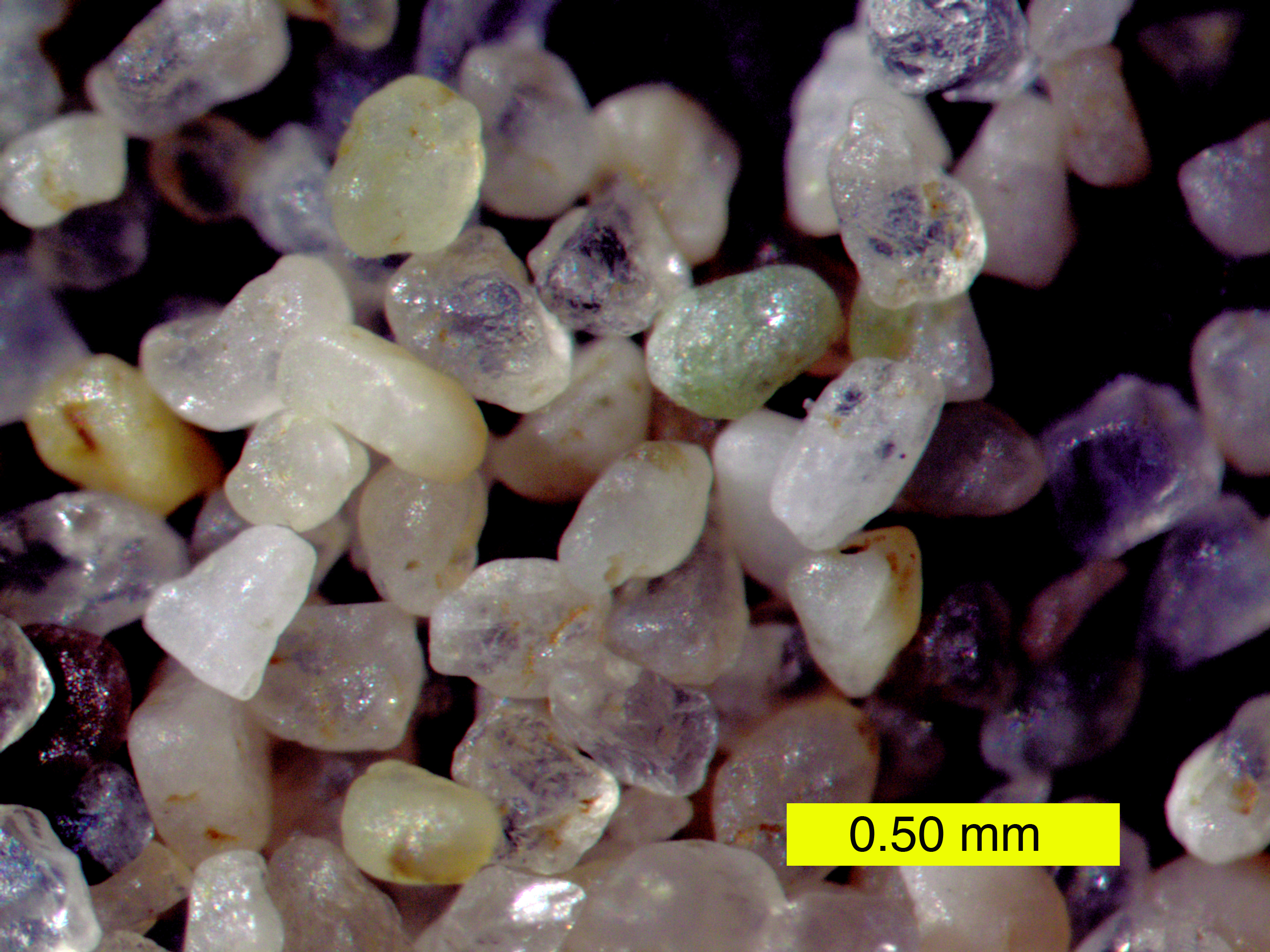
Sorra

La sorra o arena és un exemple de matèria granular. La sorra es crea per un procés natural dividint la roca finament, en partícules o grànuls que comprenen unes mides de 0,063 a 2 mil·límetres. Una partícula individual en aquest rang de mides s'anomena gra de sorra. La següent mida més petita en geologia és el llim: que són partícules per sota de 0,063 mm de mida. La següent classificació segons la mida per damunt de la sorra és la grava, amb partícules que s'estenen fins a 32 mm.
El material més comú que forma la sorra en els continents i escenes costaneres no tropicals és el sílice (diòxid de silici), normalment en forma de quars, que a causa del seu principi químic i la seva considerable duresa és bastant resistent a la meteorització. Tanmateix, la composició de la sorra fa variar segons la roca local, fonts i condicions. La sorra de corall trobada en escenaris costaners tropicals i subtropicals són reduïts en pedra calcària. Arkose és una sorra o gres amb considerable feldespat contingut que es deriva de la meteorització i l'erosió del granit pròxim normalment. Algunes localitzacions tenen sorres que contenen magnetita, clorita, glauconita, o guix. Les sorres riques en magnetita són de color fosc tirant a negre, ja que s'obtenen de basalts volcànics.
Les sorres de glauconita-clorita són típicament de color verd, com les sorres s'obtenen de basalts (laves) amb un contingut d'olivina alt. Les dunes de sorra de guix al Monument Nacional de les Sorres Blanques a Nou Mèxic són famoses pel seu color blanc brillant. Els dipòsits de sorra en algunes àrees contenen minerals resistents, incloent-hi algunes petites gemmes.
La sorra és transportada pel vent i l'aigua i dipositada en forma de platges i dunes. En un desert, per exemple, es poden formar mars de dunes anomenats erg. Els compost més comú que forma la sorra és el SiO₂.

## Granulometria
Dins de la classificació granulomètrica de les partícules del sòl, les sorres ocupen el següent lloc en l'escalafó:
| Partícula | Mida           |
| --------- | -------------- |
| Argiles   | < 0,002 mm     |
| Llims     | 0,002-0,063 mm |
| Sorres    | 0,063-2 mm     |
| Graves    | 2-32 mm        |
| Còdols    | 32 mm-25 cm    |
| Blocs     | >25 cm         |